# Gerfried Schellberger
Gerfried Schellberger (n. 1 martie 1918, Arnau, azi Hostinné, Boemia - d. 22 iunie 2008, Öhningen, Germania) a fost un autor și pictor german. Schellberger și-a petrecut copilăria în Chomutov, Erzgebirge. În anul 1937 a absolvit cu mențiune liceul Goethe-Gymnasium, unde tatăl său era profesor. În anul următor a început studiul la Universitatea Carolină din Praga, studiu pe care a trebuit să-l întrerupă din cauză că a fost trimis pe front. În cel de-al Doilea Război Mondial, Schellberger a luptat și pe frontul de est și pe cel de vest. Între anii 1945-1947 este în prizonierat francez. În 1947 învață la Heinz Detlef Wüpper arta prelucrării ceramicii. În 1949 se mută la logodnica sa Emmi Goldrun, o învățătoare din Nieder-Modau, care azi aparține de Ober-Ramstadt, Hessa, Germania. Aici a terminat studiul la Institutul de Pedagogie din Darmstadt. În 1953 s-a căsătorit cu  Emmi și  în 1956 s-a mutat cu familia la Lacul Constanța (germană: Bodensee). Pe lângă activitatea de profesor mai produce obiecte de artă din ceramică, pe care le expune în țară și străinătate. După pensionare, începând din 1987, a produs mai departe obiecte de artă din ceramică și a publicat mai multe cărți. În operele sale este amintit și fratele său, care a murit în 1947.

## Opere
- Der einsame Weg, 1986
- Sudetendeutscher Totentanz 1945–1947, 1991
- Schicksal und Liebe, 1997
- Märchen und Geschichten, 1999
- Die Rosenlieder, 1989

## Distincții
- 1999: Adalbert-Stifter-Medaille der Sudetendeutschen Landsmannschaft für sein Gesamtlebenswerk